# موسى كاجامبيغا
موسى كاجامبيغا (بالفرنسية: Moussa Kagambega)‏ (مواليد 30 يونيو 1965) هو ملاكم بوركيني، مثّل بلاده في الألعاب الأولمبية الصيفية 1988.

## روابط خارجية
موسى كاجامبيغا على موقع أوليمبيديا (الإنجليزية)